# Еліз Шаап
Еліз Шаап (нід. Elise Schaap; нар. 21 вересня 1982, Папендрехт) — нідерландська актриса кіно та телебачення.

## Кар'єра
Еліза Шаап знімається в телевізійних серіалах і фільмах. У популярному телесеріалі «Сімейка Крюйс / Familie Kruys» вона зіграла вагітну румунську наречену. Шаап зіграла подругу наркобарона в серіалі «Під прикриттям / Undercover», повторивши свою роль у фільмі «Пором / Ferry» 2021 року. У 2021 році було оголошено, що Шаап зіграє головну роль у першому голландському оригінальному комедійному серіалі Netflix. Вона також знялася у фільмах «Мій батько — літак / Mijn vader is een vliegtuig» (2021), «Готель „Сінестра / Hotel Sinestra“» (2022) і «Вірою і правдою твій / Faithfully Yours» (2022).

## Особисте життя
Шаап народилася прибл. 1981 в Папендрехті. Її родина переїхала до Роттердама, коли їй було шість років. З 15 років працювала в солярії. Вона навчалася в Академії театру і танцю в Амстердамі й народила дочку у 2015 році.

## Нагороди та визнання
Шаап отримала нагороду за найкращу жіночу роль на телевізійному фестивалі в Монте-Карло (2011) за фільм «Свінг-дівчата / The Swing Girls» (разом з Андреа Осварт і Лоттою Вербек). Вона була номінована на «Золоте теля» 2014 року за найкращу роль другого плану у фільмі «Афшайд ван де Маан / Afscheid van de Maan». У 2021 році вона отримала нагороду Televizier-Ster третій рік поспіль.

## Фільмографія

### Кінематограф
| Рік  |   | Українська назва  | Оригінальна назва           | Роль     |
| ---- | - | ----------------- | --------------------------- | -------- |
| 2022 | ф |                   | Faithfully Yours            | Isabel   |
| 2022 | ф | Бешкетні канікули | Hotel Sinestra              |          |
| 2022 | ф |                   | Stromboli                   | Sara     |
| 2021 | ф |                   | Mijn vader is een vliegtuig | Eva      |
| 2021 | ф |                   | Ferry                       | Danielle |
| 2019 | ф |                   | Wat is dan liefde           | Cato     |
| 2019 | ф |                   | April, May en June          | May      |
| 2017 | ф |                   | Weg van jou                 | Esther   |
| 2015 | ф |                   | Ja, ik wil!                 | Roos     |
| 2014 | ф |                   | Afscheid van de maan        | Mary     |
| 2013 | ф |                   | Valentino                   | Monique  |
| 2013 | ф |                   | Matterhorn                  | Trudy    |
| 2012 | ф |                   | Jackie                      | Rosa     |
| 2010 | ф |                   | Le ragazze dello swing      | Kitty    |
| 2009 | ф |                   | Sekjoeritie                 | Tjitske  |
| 2008 | ф |                   | Bride Flight                | Marjorie |
| 2006 | ф |                   | Liefde, dood & luchtgitaar  | Laura    |

### Телебачення
| Рік       |   | Українська назва | Оригінальна назва                      | Роль |
| --------- | - | ---------------- | -------------------------------------- | --- |
| 2023—2023 | с | Феррі: Серіал    | Ferry de Serie                         | Danielle Bouman |
| 2023—2023 | с |                  | Bla Bla Bla met Schaap                 | Presenter |
| 2020—2020 | с |                  | I.M.                                   | Leonie Smit |
| 2020      | с |                  | Barrie Barista En Het Einde Der Tijden | Lilian |
| 2020      | с |                  | Nieuw zeer                             | o.a. Vlogger Hymke |
| 2019      | с |                  | Undercover                             | Danielle Bouman |
| 2017—2018 | с |                  | Soof: een nieuw begin                  | Josine |
| 2016      | с |                  | De TV Kantine                          | Сільві Мейс, Шанталь Янцен, Естель Кройфф, Ліл Кляйне, Маан, Олкей Гюльсен, Ніккі Плессен, Фамке Луїза, Брітт Деккер, Мілюшка Вітценгаузен та Саманта Стеенвейк |
| 2015—2019 | с |                  | Familie Kruys                          | Ruxandra |
| 2014      | с |                  | Welkom bij de Romeinen                 | Yvonne Jasperia |
| 2013      | с |                  | Koefnoen                               | Máxima Zorreguieta |
| 2013      | с |                  | Doris                                  | Maya |
| 2012      | с |                  | Welkom in de Gouden Eeuw               | Lidewij |
| 2012      | с |                  | De vloer op                            | |
| 2012      | с |                  | Het Klokhuis                           | Kassameisje Samantha |
| 2011      | с |                  | Hart tegen Hard                        | Ava Berendsen |
| 2009      | с |                  | De vloer op                            | |
| 2007      | с |                  | Keyzer & De Boer Advocaten             | Annabel Prior |
| 2005      | с |                  | Hotnews.nl                             | Maja |
| 2004      | с |                  | Bitches                                | Chloe |